# Jean-Paul Gaultier
Jean Paul Gaultier (Arcueil, 24 de abril de 1952) é um estilista francês.

## Carreira
Gaultier não recebeu educação formal como desenhista. Começou enviando seus desenhos aos estilistas famosos de alta costura quando era muito jovem. Pierre Cardin se impressionou pelo seu talento e o contratou como assistente em 1970. Sua primeira colecção individual foi lançada em 1976 e seu característico estilo irreverente data de 1981, tornando conhecido como enfant terrible da moda francesa.
JeanPaul Gaultier fez trajes para a cantora Madonna na década de 1990. Promoveu o uso de saias, especialmente kilts, para os homens. Causou grande impacto nos desfiles ao usar modelos pouco convencionais, como homens idosos e mulheres gordas, modelos tatuadas e com piercings, entre outras excentricidades. Isto lhe valeu muita crítica mas também trouxe muita popularidade.
Criou também o figurino de muitos filmes, como em O quinto elemento, de Luc Besson; Kika, de Pedro Almodóvar; e The Cook the Thief His Wife & Her Lover, de Peter Greenaway entre outros. A turnê Blond Ambition Tour de Madonna também mostrava suas criações, incluindo o famoso soutien em formato cônico.
Atualmente desenha para três coleções: a sua própria linha de alta costura igual a Giorgio Armani, a linha de roupas para lojas, assim como a linha de roupas da Hermès, luxuosa empresa francesa especializada em produtos de couro.Também,ficou responsável pela criação de boa parte dos figurinos da MDNA Tour da cantora Madonna. Gaultier também lançou uma linha de perfumes de muito êxito. Seu primeiro perfume, Classique, para mulheres, foi lançado em 1993, seguindose, dois anos depois, o perfume Le Mâle ao qual foi o seu grande sucesso de vendas, para homens. Em 2017, lançou o perfume Scandal e, em 2018, Scandal by Night. Os perfumes de Jean Paul Gaultier são comercializados pela companhia espanhola de moda e perfumes Puig.
Desde o dia 17 de junho até 2 de outubro de 2011, JeanPaul Gaultier expõe seu trabalho de 35 anos no Museu de Belas Artes de Montreal, com mais de 120 artigos de alta costura e alguns de prêtàporter. Desde então, a exposição tem percorrido o mundo e foi apresentada na Fundação Mapfre em Madrid, no Museu Kunsthal de Roterdão, no Brooklyn Museum, no Barbican Centre em Londres e finalmente no Grand Palais de Paris, de abril a agosto de 2015. A exposição no Grand Palais de Paris foi o assunto de um documentário chamado Jean Paul Gaultier no Grand Palais, apresentado exclusivamente pela Eurochannel.

## Curiosidades
- Em 2012, a Coca-Cola criou a Coca-Cola Light JeanPaul Gaultier;
- Gaultier, tem duas estátuas de cera, nos Museus Madame Tussauds de Londres e Nova York, e uma no Museu Grévin em Paris;
- No ano de 2016 criou mais de 500 fatos para o espetáculo THE ONE Grand Show no Friedrichstadt-Palast em Berlim.